# Jaroslav Mokrohajský
Jaroslav Mokrohajský (* 1962, Havířov) je bývalý český hokejový útočník.

## Hokejová kariéra
V československé lize hrál za TJ Gottwaldov. Odehrál 1 ligovou sezónu, nastoupil ve 4 ligových utkáních a dal 1 gól.

## Klubové statistiky
| 1980/1981 | TJ Gottwaldov | 1. liga | 4 | 1 | 0 | 1 | - |